# Lyciasalamandra helverseni
Lyciasalamandra helverseni  (лат.) — вид саламандр из рода Lyciasalamandra отряда хвостатых земноводных.
Общая длина достигает 12—14 см. Наблюдается половой диморфизм: самки крупнее самцов. Голова уплощена и вытянута. На горле присутствуют кожаная складка. На задней части головы заметны паратоиды (железы). Туловище стройное и крепкое с 11—13 слабо заметными ребристыми бороздами. Хвост равен или меньше тела. У самца сверху хвоста имеется колосовидное выступление и брачные мозоли на передних конечностях.
Окраска спины и живота колеблется от серого до чёрного с рядом белых полос, которые могут создавать полосы. Белые пятна тянутся от глаз до брюха. Паратоиды чёрного цвета.
Окраска спины тёмно-коричневая с жёлтыми пятнами по середине. Стороны жёлтые. Паратоиды темные или жёлто-чёрные. Горло желтовато-розового цвета. Брюхо очень бледное. Лапы и хвост коричневые или чёрные. Нижняя сторона хвоста оранжево-жёлтая.
Любит кустарниковые и скалистые места. Активна ночью. Наибольшую активность проявляет в более прохладные и влажные зимние месяцы, на которые приходится и сезон размножения.
Половая зрелость наступает в возрасте около 3 лет. Спаривание происходит амплексусом. Размножение никак не связано с водой. Яйца развиваются внутри матки. Этим животным свойственна оофагия, когда сильные личинки поедают неоплодотворенные яйца или более слабых личинок. Через 5—8 месяцев появляются полностью развитые детёныши.
Распространена на греческих островах Карпатос, Касос и Сарья, расположенных в юго-восточной части Эгейского моря.